# Blattella longstaffi
Blattella longstaffi är en kackerlacksart som först beskrevs av Robert Walter Campbell Shelford 1908.  Blattella longstaffi ingår i släktet Blattella och familjen småkackerlackor. Inga underarter finns listade.